# Winthemia novaguinea
Winthemia novaguinea là một loài ruồi trong họ Tachinidae.